# ТЕС Termoceara
3°41′34″ пд. ш. 38°52′19″ зх. д. / 3.69278° пд. ш. 38.87194° зх. д.
ТЕС Termoceara — теплова електростанція на сході Бразилії у штаті Сеара.
Станцію ввели в експлуатацію у 2002 році з вісьмома встановленими на роботу у газовому циклі турбінами. Вони зібрані попарно у блоки, коден з яких може видавати потужність від 30 до 55 МВт.
Як паливо ТЕС використовує природний газ (можливо відзначити, що останній надходить до регіону по газопроводу Gasfor та через термінал для імпорту ЗПГ Печем). Під час роботи на повній потужності ТЕС Termoceara споживає 1,4 млн м3 блакитного палива на добу.
Видача продукції відбувається по ЛЕП, розрахованій на роботу під напругою 230 кВ.
Проект реалізували компанії MPX (51 %) та MDU (49 %), а з літа 2017-го його власником є нафтогазовий гігант Petrobras.